# Gornet
Gornet is een Roemeense gemeente in het district Prahova.
Gornet telt 3125 inwoners.